# Jimmy Cooper (Newport Beach)
Pour les articles homonymes, voir Cooper.
 (janvier 2008).
Si vous disposez d'ouvrages ou d'articles de référence ou si vous connaissez des sites web de qualité traitant du thème abordé ici, merci de compléter l'article en donnant les références utiles à sa vérifiabilité et en les liant à la section « Notes et références ».
James "Jimmy" Cooper est un personnage fictif de la série télévisée Newport Beach. Il est le mari puis ex-mari de Julie Cooper, ainsi que le père de Marissa Cooper et de Kaitlin Cooper.
Il divorce avec Julie Cooper-Nichol à cause de ses difficultés financières dues à de mauvais placements en bourse. 
Il est sorti avec Hailey Nichol pendant la saison 2. Il est sur le point de se remarier avec Julie Cooper-Nichol, cependant, ses problèmes d'argent le rattrapent et il doit s'enfuir, encore une fois.
Il est interprété par l'acteur Tate Donovan.